# مارغريت ليكومت
مارغريت ليكومت (بالفرنسية: Marguerite Lecomte)‏ هي رسامة فرنسية، ولدت في 15 أبريل 1717 في باريس في فرنسا، وتوفي بنفس المكان في 22 يناير 1800.